# Avenida San Martín (Viña del Mar)
La Avenida San Martín es una de las principales arterias viales de la comuna de Viña del Mar, Región de Valparaíso, Chile. Destaca por su perfil gastrónomico, sus icónicas edificaciones en altura, y por ser una de las avenidas más visitadas y reconocidas de la comuna. Esta Avenida recibe gran flujo vehicular en horas puntas, siendo el punto de conexión desde de sur a norte del Gran Valparaíso.
Su nombre primitivo fue el de la Avenida del Muelle de la Marina. Para la conformación del Balneario de Viña del Mar a partir de 1927, la avenida tomó el nombre actual. 
- Datos: Q17622119
- Multimedia: Avenida San Martín, Viña del Mar / Q17622119